# رابطة الكتاب السوريين
رابطة الكُتّاب السوريين جمعية مهنية غير ربحية غير حكومية ثقافية تُعنى بالأدب السوري في إطار حركة اجتماعية وتدعو إلى حرية التعبير والبيان. تأسست في 17 أكتوبر 2012 في لندن وذلك بعد تسعة أشهر من اندلاع الثورة السورية، فبدأت نشاطها منذ 18 يناير 2013، كبديل ديموقراطي - حسب تعبيرها - لاتحاد الكتاب العرب المستقرّ في دمشق. من أعضائها المؤسسين هم حسام الدين محمد وخلدون الشمعة في لندن، وصادق جلال العظم في برلين، وياسين الحاج صالح في دمشق، وعلي كنعان ومفيد نجم في أبوظبي، وفرج بيرقدار في السويد. تهدف الرابطة إلى «دعم الثقافة الوطنية الديمقراطية وتطويرها بمختلف تنوعاتها العربية والكردية والسريانية وسائر الثقافات الأخرى في سوريا، والدفاع عن الوضع الاعتباري للكاتب وصون حقوقه كرامته، وتسعى الرابطة إلى رعاية وتحقيق الغايات المعرفية والثقافية، التي أُنشئت من أجلها». 

## عضوية

### الأعضاء البارزين
- ابتسام إبراهيم تريسي.[6]
- برهان غليون.[6]
- بدر الدين عرودكي.[6]
- بهية مارديني.[6]
- بيان الصفدي.[6]
- تيسير خلف.[6]
- جان دوست.[6]
- جوان يوسف.[6]
- خالد خليفة.[6]
- خطيب بدلة.[6]
- خلدون النبواني.[6]
- خلف علي الخلف.[6]
- خليل النعيمي.[6]
- ديمة ونوس.[6]
- رزان زيتونة.[6]
- رشا عمران.[6]
- روزا ياسين حسن.[6]
- ريما فليحان.[6]
- سحبان السواح.[6]
- سليم بركات.[6]
- صادق جلال العظم.[6]
- طارق الكرمي، شاعر فلسطيني.[6]
- طيب تيزيني.[6]
- عارف دليلة.[6]
- عائشة أرناؤوط.[6]
- عبد الباسط سيدا.[6]
- عبد الله تركماني.[6]
- عدنان فرزات.[6]
- عبد الواحد علواني.[6]
- عقاب يحيى.[6]
- عزيز العظمة.[6]
- علي العبد الله.[6]
- غالية قباني.[6]
- فاروق مردم بيك.[6]
- فدوى كيلاني.[6]
- فواز حداد.[6]
- مائن السليم.[6]
- محمد شحرور.[6]
- محمد زعل السلوم.[6]
- محمود الحمزة.[6]
- مرام المصري.[6]
- مرح البقاعي.[6]
- مطاع صفدي.[6]
- منذر مصري.[6]
- منصور العمري.[6]
- مها حسن.[6]
- مهجة كهف.[6]
- ميشيل كيلو.[6]
- نسرين طرابلسي.[6]
- نهاد سيريس.[6]
- نوال السباعي.[6]
- نوري الجراح.[6]
- واحة الراهب.[6]
- هيثم حسين.[6]
- ياسر الأطرش.[6]
- ياسين الحاج صالح.[6]
- محمد الحلواني.[7]